# Des verstes sous le feu
Pour plus de détails, voir Fiche technique et Distribution.
Des verstes sous le feu (en russe : Огненные вёрсты, Ognennye vyorsty) est un film soviétique réalisé par Samson Samsonov, sorti en 1957. Certaines sources mentionnent le film avec le titre Bornes en flammes ou Les Verstes de feu ou encore La Route de feu,.

## Synopsis
Les sept personnages du film sont pressés de rejoindre une petite ville dans la steppe. Le train dans lequel ils voyagent est subitement arrêté par des gardes de l'armée blanche qui ont barré la voie. Les passagers décident de poursuivre leur voyage en charrette. Chacun a une mission. Le tchékiste Zavraguine est chargé de découvrir un complot de gardes blancs. Le docteur Chélako et l'infirmière Katia se pressent de rejoindre l'hôpital de la ville. L'acteur Orlinski est poussé au voyage par sa soif d'aventures. Beklémichev se fait passer pour un vétérinaire, mais il est en fait le chef du complot que recherche Zavraguine. Les deux derniers voyageurs sont un paysan et un gamin. C'est un film d'aventure, mais le thème est révolutionnaire. Les évènements évoqués dans le film sont peu nombreux, mais l'analyse des caractères, les traces de l'époque sont soulignés avec art.

## Fiche technique
- Titre : Des verstes sous le feu
- Titre original : Огненные вёрсты, Ognennye vyorsty
- Réalisation : Samson Samsonov
- Scénario : Nikolaï Figourovski (ru)
- Direction artistique : Nikolaï Markine
- Musique : Nikolaï Krioukov
- Photographie : Fiodor Dobronravov
- Montage : Zoïa Veriovkina
- Son : Vladimir Bogdankevitch
- Production : Mosfilm
- Pays d'origine :  Union soviétique
- Format : Couleur - 2.20 : 1 - Mono
- Genre : ostern
- Durée : 85 minutes
- Langue : russe
- Date de sortie : 1er novembre 1957

## Distribution
- Ivan Savkine : Grigori Zavrigine
- Margarita Volodina : Katia Gavrilovna, infirmière
- Vladimir Kenigson : Serge Beklemichev, vétérinaire
- Mikhaïl Troïanovski : Dr Arseni Chelakov
- Antoni Khodourski : Konstantin Orlinski, artiste
- Evgueni Bourenkov : Varekha, cocher
- Evgueni Bourenkov : Prochka, jeune cocher
- Anatoli Osmolski : Alyocha, idiot du village